# Bulbophyllum hovarum
Bulbophyllum hovarum là một loài phong lan thuộc chi Bulbophyllum.